# Parmehutu
Parmehutu (franska: Parti du Mouvement de l'Emancipation Hutu) var ett etnonationalistiskt politiskt parti grundat år 1959 i Ruanda-Urundi. Det förespråkade ökade rättigheter för hutufolket och en uppdelning av samhället efter etniska linjer till fördel för denna folkgrupp. Parmehutu innehade regeringsmakten i Rwanda från självständigheten 1962 till 1973. Från 1960 gick partiet formellt under namnet Republikanska demokratiska rörelsen – Parmehutu (MDR–Parmehutu) för att understryka motståndet mot monarkin.

## Historia

### Bakgrund
Dagens Rwanda styrdes efter första världskriget av Belgien som hade satsat på att ge folkgruppen tutsi, som till antalet var i minoritet i vad som då var mandatområdet Ruanda-Urundi, sociala och ekonomiska privilegier gentemot de två andra huvudsakliga folkgrupperna (hutu och twa). Med basis i europeisk rasbiologi bedömde belgarna att tutsierna hade ett närmare släktskap med den vita rasen och därmed var överlägsna övriga folkslag i området. Mandatärmakten reformerade det inhemska politiska livet genom att utesluta medlemmar av dessa övriga folkgrupper från inflytande helt och hållet och stärkte den lokala tutsimonarkin som sågs som samarbetsvillig. Den rasistiska kolonialpolitiken, som främst grundades på människors utseende och idén om homogena människoraser, anammades med åren av lokalbefolkningen i territoriet och fick till följd att tutsierna började ses som främlingar av den förtryckta majoritetsbefolkningen.
Under efterkrigstiden växte ett allt större folkligt missnöje med det belgiska styret. Efter andra världskriget omvandlades Ruanda-Urundi till ett av FN:s förvaltarskapsområden med uttryckt syfte att förbereda territoriet för avkolonisering och demokratisering. Tutsifolket i synnerhet började kräva självständighet från Belgien som då trappade ned sitt stöd till den dittills privilegierade folkgruppen och istället började stödja de nya hutupartierna. Ett av dessa var det år 1957 bildade Hutuernas sociala rörelse under ledning av Grégoire Kayibanda. I september 1959 omvandlades detta parti till Parmehutu som kom att utmåla tutsierna som främlingar som hade tagit över Rwanda och förslavat hutuerna. Åren 1959-61 skakades Rwanda av eskalerande våldsamheter mellan hutuer och tutsier där tusentals tutsier dödades, en etnisk konflikt som eldades på av de belgiska myndigheterna efter att kung Kigeli V av Rwanda utan deras godkännande hade tagit över tronen. Våldsamheterna och tutsimonarkins hårdhänta undertryckande av hutuernas försök till resning ledde till ökat folkligt stöd för det extrema Parmehutu, främst gentemot det inte fullt lika etniskt exklusiva hutupartiet APROSOMA.

### Tidiga år som regeringsparti

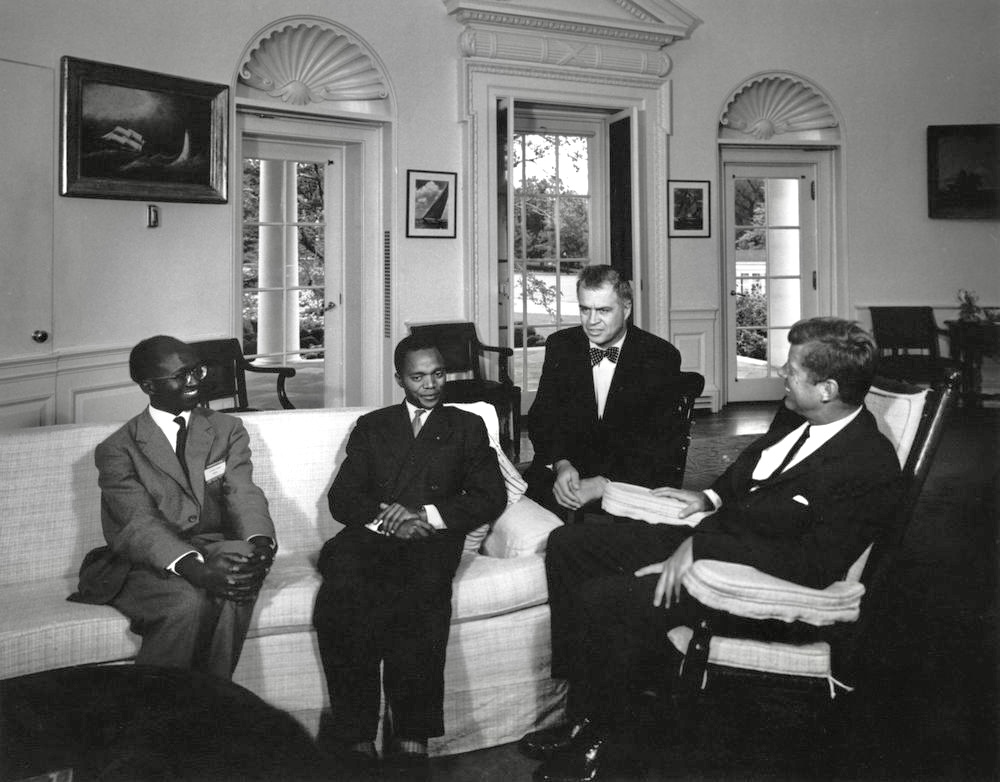
Grégoire Kayibanda möter USA:s president John F. Kennedy. Fotografi från 1962.

Hutuextremisterna önskade driva igenom den "dubbla frigörelse" som omtalades i det så kallade bahutumanifestet från 1957: Först en frigörelse från "de vita kolonisatörernas ras", sedan en frigörelse från de "hamitiska förtryckarnas ras". Med de hamitiska förtryckarna menades tutsierna, som enligt Parmehutu i princip inte kunde räknas som äkta rwandier. I januari 1961 tvingades kungen i landsflykt och Dominique Mbonyumutwa, medlem i Parmehutu, tog över som Rwandas interimspresident med fullt stöd av Belgien. I parlamentsvalet i Rwanda i september 1961, det första demokratiska valet som belgarna tillät i territoriet, vann Parmehutu en jordskredsseger med över 77 % av rösterna och 35 av 44 mandat i den lagstiftande församlingen. Samtidigt som valet hölls en folkomröstning som ledde till att avskaffandet av monarkin bekräftades. I juli 1962 förklarades Rwanda självständigt och Grégoire Kayibanda, Parmehutus partiledare och grundare, tog över presidentposten. Belgien hade villkorat självständigheten till att man förbjöd all kommunistisk verksamhet i landet mot bakgrund av att det annars ideologiskt konservativa, tutsistödda partiet Union Nationale Rwandaise (UNAR) på grund av sin självständighetsiver fick sympatier från östblocket. Kayibanda godtog detta krav och anammade en västvänlig utrikespolitisk linje. Samtidigt exploderade det etniska våldet i landet, runt 10 000 tutsier dödades vid tiden för självständigheten och åren som följde och över 100 000 flydde till grannländerna. Då exilgrupper utförde attacker mot Rwanda från grannländerna resulterade detta i lokala hämndaktioner mot den inhemska tutsibefolkningen som sågs som kollaboratörer, något som myndigheterna inledningsvis  inte ingrep mot. Det monarkistiska UNAR krossades i de etniska rensningarna 1963 men partimedlemmar i exil i grannländerna tog upp vapen mot Rwandas regering och stämplades därför av myndigheterna som inkräktande "kackerlackor".
Kayibanda strävade efter att skapa en enhetlig etnisk identitet för hutuerna i landet bortom traditionella, regionala och klanlojaliteter. Gradvis undanträngdes alla oppositionspartier till den grad att Parmehutu år 1965 i praktiken var det enda fortfarande verksamma partiet. I det allmänna valet det året vann MDR–Parmehutu 100 % av de giltiga rösterna och samtliga mandat i den lagstiftande församlingen medan Kayibanda med 100 % stöd valdes om som president. År 1968 antog partiet ett nytt officiellt namn, Rwandas nationella parti. I nästföljande parlamentsval år 1969 förekom ingen som helst opposition mot partiet som återigen kunde vinna samtliga giltiga röster.

### Förföljelser av tutsifolket
Som oomtvistat maktparti i Rwanda lanserade Parmehutu en rad åtgärder i enlighet med den omvända rasbaserade diskurs som ärvdes från kolonialtidens sista år; samhället skulle präglas av majoritetsfolkgruppens dominans över minoriteten. Genom tidningar, statsradion och massmöten propagerade man för hutuernas makt och demoniserade samtidigt tutsierna som mer och mer stängdes ute från det offentliga livet. En viktig punkt i regeringens historieskrivning var framställandet av skillnaden mellan tutsier och hutuer som rasmässig snarare än etnisk; olika etniciteter ansågs kunna rymmas inom samma nationella identitet, men om tutsierna utmålades som en helt främmande ras legitimerades Parmehutus budskap att tutsierna var främlingar som enbart tolererades i Rwanda men inte kunde åtnjuta politiska rättigheter. År 1970 införde regeringen etniska kvoter i statsapparaten såväl som utbildningsväsendet för att ytterligare institutionalisera diskrimineringen.

### Partiets undergång
Trots att ett mål för partiet var att ena hutuerna överkom man aldrig de regionala skillnaderna mellan hutuer i olika delar av landet; Parmehutu dominerades av hutuer från södra och centrala Rwanda medan de norra delarna var kraftigt underrepresenterade, med undantag för i militären. Detta regionala missnöje skulle leda till konflikter mellan olika hutugrupper som inte kunde avhjälpas genom att fokusera på de i början på 1970-talet totalt marginaliserade tutsierna. Efter 1973 års militärkupp störtades president Kayibanda från makten och Parmehutus verksamhet upphörde på order av armén. Den nye presidenten, generalmajor Juvénal Habyarimana, kom emellertid att liksom sin föregångare piska upp hat mot tutsierna och förstärkte under sitt styre även den rådande diskrimineringen i landet. I och med införandet av ett formellt enpartisystem i Rwanda under det nya regeringspartiet MRND år 1975 förbjöds slutligen Parmehutu.